# Kilsby
Kilsby is een civil parish in het bestuurlijke gebied Daventry district, in het Engelse graafschap Northamptonshire met 1196 inwoners.